# Baily Cargill
Baily James Cargill (Winchester, Inglaterra, 5 de julio de 1995) es un futbolista inglés. Juega como defensa y su equipo es el Mansfield Town F. C. de la Football League One.

## Trayectoria

### AFC Bournemouth
Nacido en Winchester, Inglaterra, Cargill se formó como futbolista en el Southampton FC. Después de estar dos años entre las academias de Leicester City y Southampton, se unió a las categorías inferiores del AFC Bournemouth y convirtiéndose en profesional en 2012. Después de un periodo de cesión con el AFC Totton y Welling, Cargill firmó su primer contrato profesional por un año en abril de 2013.
Después de su destacada participación en la pretemporada, y su cesión al Welling en la primera mitad de la temporada 2013-14, Cargill volvió a firmar un contrato por dos años y medio, que lo mantuvo en la institución hasta el año 2016.
En un esfuerzo por hacerse con un lugar en el primer equipo de cara a la temporada 2014-15, Cargill hizo su debut en el primer equipo del AFC Bournemouth el 12 de agosto de 2014, en la victoria por 2-0 ante el Exeter City por la Copa de la Liga, y en la semana siguiente ocupó un lugar en el banquillo en la derrota 2-1 de su equipo ante el Nottingham Forest en la Football League Championship. Aun así, conservó su lugar para la siguiente ronda de la Copa de la Liga, que tuvo lugar el 26 de agosto y de la que resultó vencedor el Bournemouth sobre el Northampton Town por 3-0. También jugó en la tercera ronda, en la victoria 3 a 0 ante el Cardiff City el 23 de septiembre, y en el triunfo por 2-1 ante el West Bromwich Albion en la cuarta ronda el 28 de octubre. Su rendimiento le valió una extensión de contrato hasta el año 2017.
Cargill jugó de titular en el partido contra el Liverpool FC en la quinta ronda de la Copa de la Liga, el Bournemouth perdió por 3-1.

### Préstamos
En noviembre de 2012 fue cedido al AFC Totton de la Southern Premier por un mes como parte de un acuerdo para que Cargill ganara experiencia. El préstamo se amplió posteriormente hasta el final de la temporada. Cargill debutó en Totton en la derrota por 2-1 ante el Forest Green Rovers por la FA Cup. En Totton, Cargill se convirtió en un habitual del primer equipo, anotando 3 goles en 26 partidos y siendo elegido mejor jugador joven de la temporada.
El 4 de octubre de 2013, Cargill se unió al Welling United en otro acuerdo de cesión también de un mes, hasta el 2 de noviembre de 2013. El futbolista empezó al día siguiente, en el empate 1-1 contra el Barnet. Su cesión con el equipo pronto se extendió hasta el 29 de diciembre de 2013. Una vez más, Cargill amplió su acuerdo hasta el 22 de enero de 2014. Después de que su cesión finalizara, acabó con la aparición en trece partidos, y admitió que eso le ayudó con su confianza. 
Al final de la temporada 2013-14 Chris Hargreaves, que pasó de un puesto de entrenador en la academia del AFC Bournemouth a un puesto dirigencial del Torquay United, firma a Cargill en préstamo para jugar de lateral izquierdo. Cargill hizo su debut con el Torquay United en una victoria por 2-1 sobre el Bristol Rovers. El 21 de abril de 2014 el jugador proporcionó una asistencia, que su compañero Ashley Yeoman convirtió en el gol de la victoria por 2-1 sobre el Exeter City, hecho que les dio esperanza para evitar el descenso. Sin embargo, fue imposible evitarlo, aunque Cargill logró hacer cinco apariciones para el club.
El 1 de febrero de 2016, Cargill se unió al Coventry City en calidad de cedido hasta el final de la temporada.

### Milton Keynes Dons
Después de terminar su contrato con el Bournemouth, Cargill fichó con el Milton Keynes Dons el 1 de agosto de 2018.
Después de una lesión, debutó con el Milton Keynes Dons en la segunda ronda de la Copa de la Liga en la victoria 3-0 al Charlton Athletic. El 20 de agosto de 2018 se enfrentó a su club de origen, el Bournemouth, en la Copa de la Liga, aunque el Milton Keynes Dons perdió por 3-0.

## Selección nacional
El 6 de noviembre de 2014, Cargill fue citado a la categoría de juveniles de la selección de fútbol de Inglaterra por primera vez, siendo nombrado en la lista de convocados sub-20 de Inglaterra para los partidos contra Portugal y Canadá. Debutó como titular en el partido contra Canadá y coronó un debut soñado al anotar un gol.

## Clubes
| Club                               | País       | Año       | PJ | G |
| ---------------------------------- | ---------- | --------- | -- | - |
| AFC Bournemouth                    | Inglaterra | 2012-2018 | 11 | 0 |
| A. F. C. Totton (a préstamo)       | Inglaterra | 2012-2013 | 27 | 3 |
| Welling United F. C. (a préstamo)  | Inglaterra | 2013-2014 | 15 | 0 |
| Torquay United F. C. (a préstamo)  | Inglaterra | 2014      | 5  | 0 |
| Coventry City F. C. (a préstamo)   | Inglaterra | 2016      | 5  | 1 |
| Gillingham F. C. (a préstamo)      | Inglaterra | 2016      | 10 | 1 |
| Fleetwood Town F. C. (a préstamo)  | Inglaterra | 2017-2018 | 18 | 1 |
| Partick Thistle F. C. (a préstamo) | Escocia    | 2018      | 18 | 0 |
| Milton Keynes Dons F. C.           | Inglaterra | 2018-2021 | 14 | 0 |
| Forest Green Rovers F. C.          | Inglaterra | 2021-2023 |    |   |
| Mansfield Town F. C.               | Inglaterra | 2023-     |    |   |